# Ballet Nacional de Cuba

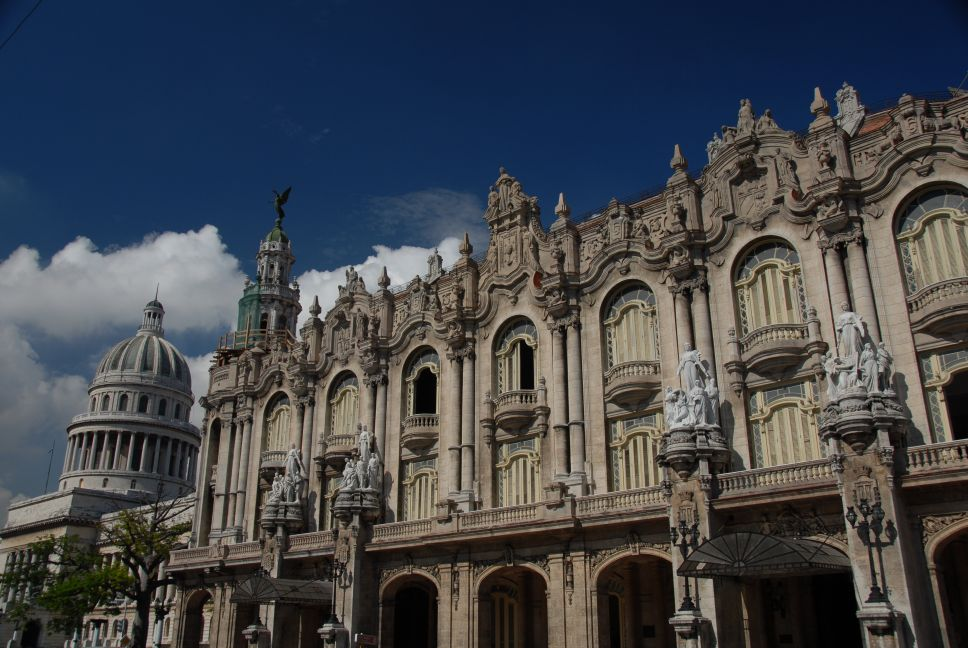
El Gran Teatre de l'Havana, seu permanent de la companyia.

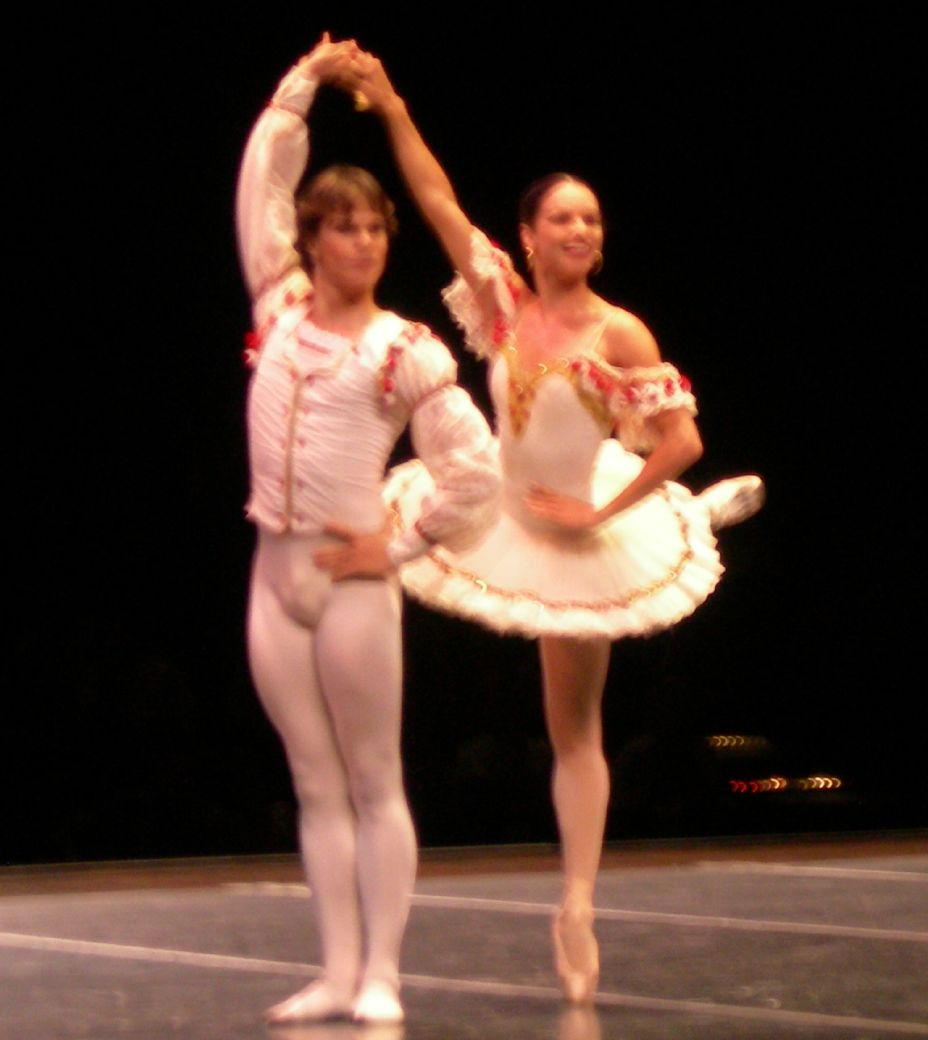
Pas de deux del ballet El Quixot, executat per la companyia.

El Ballet Nacional de Cuba és la més important companyia cubana de ballet. Es considera que aquesta companyia és el punt cimero de la forta i consolidada Escola Cubana de Ballet, fruit de la genuïna unió de Fernando Alonso, Alicia Alonso com a gran ballerina i Alberto Alonso, germà del primer i que va ser el primer ballarí professional de Cuba.

## Història
La companyia es funda el 28 d'octubre de 1948 amb el nom de Ballet Alicia Alonso. Ja en el seu primer any de vida realitza la primera gira per diversos països de Llatinoamèrica. En 1950 es funda l'Acadèmia Nacional de Ballet Alicia Alonso, la primera del seu tipus a Cuba, on es forjarien a partir de llavors les noves figures del ballet cubà. A partir d'aquest mateix any Alicia comença a estrenar les seves pròpies coreografies en la companyia, entre les primeres estan, Assaig Simfònic i Lydia. El 1952 s'incorporen al repertori de la companyia les obres La fille mal gardée, amb coreografia d'Alicia Alonso i Un concert en blanc i negre de José Parés. El 24 de gener de 1954 estrenen a Amèrica Llatina la versió completa del llac dels cignes i en 1955 la companyia passa a cridar-se Ballet de Cuba.
El 20 de maig de 1956 realitzen a Amèrica l'estrena de Romeo i Julieta de Prokófiev, amb coreografia d'Alberto Alonso, germà menor de Fernando Alonso.
En aquesta època, es presenta la Funció d'Homenatge i Desgreuge, organitzada per la Federació Estudiantil Universitària (FEU) en l'Estadi Universitari, en forma de protesta contra les mesures preses pel govern de Batista. En 1957 Alicia és convidada a ballar en els principals teatres de les Unió Soviètica, al costat de Fernando Alonso, la qual cosa li va permetre apropar-se a la tradició del ballet en aquests països i incorporar-les després a la tècnica del Ballet de Cuba.

### 1959-1990
Quan es produeix el triomf de la revolució cubana en 1959 la companyia es reorganitza després d'un període d'inactivitat i assumeix el nom de Ballet Nacional de Cuba, i en 1960 estrenen l'obra Despertar d'Enrique Martínez, basada en la gesta revolucionària cubana. Aquesta època va ser molt productiva per al Ballet Nacional de Cuba, ja que es duu a terme l'I Festival de Ballet de l'Havana, esdeveniment que s'ha convertit a partir de llavors en un dels esdeveniments de major rellevància per al ballet cubà i internacional. També es realitza la primera gira pels països socialistes d'Europa i Àsia.
En 1963 es filma la versió coreogràfica d'Alicia Alonso del ballet Giselle, incorporant el ballet a la televisió com una altra forma de difusió d'aquest art entre la població cubana. En 1964, participen, per primera vegada, en el Concurs Internacional de Ballet de Varna. Diversos ballarins del Ballet Nacional de Cuba, entre ells Mirta Plá i Josefina Méndez, van obtenir medalles. En 1965 Loipa Araújo obté la Medalla d'Or per a Cuba en aquest certamen. Aquest mateix any s'estrena l'obra Carmen d'Alberto Alonso amb Alicia Alonso en el paper de Carmen, que va marcar una pauta significativa en l'avanç de la qualitat del ballet cubà.
L'1 de desembre de 1965 el Ballet Nacional afavoreix la creació del Ballet de Camagüey, que constitueix la segona companyia professional de ballet a Cuba, això permet augmentar el nombre de professionals a l'illa, sense perjudici de la qualitat, i va permetre estendre la pràctica d'aquest art a l'interior del país. En 1968 es graduen els primers ballarins formats íntegrament a les escoles d'art del país. Marta García obté el Primer Premi en la Categoria Juvenil del Concurs Internacional de Ballet de Varna, premi que obtindria Rosario Suárez en 1970, evidenciant l'augment en la qualitat del ballet cubà. Aquest any el Ballet Nacional i Alicia Alonso obtenen el Grand Prix de la Ville de París i les ballarines Loipa Araújo, Mirta Plá i Josefina Méndez obtenen el Premi Estrella d'Or en el VIII Festival Internacional de la Dansa realitzat a París.
En 1973 Amparo Brito obté la Medalla d'Or en el Concurs Internacional de Ballet de Moscou i la Universitat de l'Havana atorga a Alicia Alonso el títol de Doctor Honoris causa en Art. Aquest any el Ballet Nacional de Cuba celebra el XXV aniversari de la seva fundació amb diverses activitats i una temporada especial amb la participació de nombroses figures estrangeres. En 1976 Amparo Brito rep el premi “A la més excel·lent participació individual” en el Concurs Internacional de Ballet del Japó, distinció que després obtindrien Marta García en 1978 i Lázaro Carreño en 1980.
En 1978 el Ballet Nacional realitza la seva primera gira pels Estats Units. Aquest any se celebra el XXX aniversari de la fundació del Ballet Nacional i XXXV del debut d'Alicia Alonso en Giselle. El 24 de març de 1980 la Unesco organitza una Gala Internacional a París en homenatge a Alicia Alonso. Li és conferida a Alicia Alonso en 1981, el Primer Grau de l'ordre Félix Varela, la major distinció que se li confereix a una figura en el camp de la cultura a Cuba.
L'I Curs Pràctic Internacional de l'escola cubana de ballet s'efectua l'any 1982. En 1983, Amparo Brito i Lázaro Carreño reben la Medalla d'Or per parelles i les màximes distincions individuals en el Concurs Llatinoamericà de Ballet i Coreografia de Brasil. Aquest any Loipa Araújo, Aurora Bosch, Mirta Plá i Jorge Esquivel obtenen la medalla Alejo Carpentier atorgada pel Consell d'Estat de la República de Cuba.
En 1987 el Ballet Nacional col·labora amb la creació de la Facultat d'Art Danzario de l'Institut Superior d'Art de Cuba, que li confereix a Alicia Alonso el títol de Doctor Honoris causa en Art Danzario. En 1990, José Manuel Carreño obté el Grand Prix del Concurs Internacional de Jackson, Estats Units, i en 1991 Loipa Araújo, Aurora Bosch, Josefina Méndez i Mirta Plá reben el Premi Anual del Gran Teatre de l'Havana. En 1993 és creada la Càtedra de Dansa Alicia Alonso a la Universitat Complutense de Madrid, fundada per incrementar la col·laboració entre el ballet de Madrid i el cubà. En 1994 Alberto Méndez obté el Premi Anual del Gran Teatre de l'Havana.

### 2000-2005
L'any 2003, el Ballet Nacional de Cuba va fer una gira pels Estats Units per primera vegada amb nous ballarins de la companyia amb gran èxit de públic amb una versió exuberant de Don Quixot a la ciutat de Nova York i altres ciutats. Els papers principals els van ballar Viengsay Váldes, de 27 anys, i Joél Carreno. La brillantor de la gira nord-americana es va veure eclipsada per la deserció de cinc ballarins menys coneguts dels quals dos d'ells, Cervilio Amador i Gema Diaz, tots dos de 20 anys, van ser acceptats com a solistes pel Ballet de Cincinnati. Per a Alonso, la deserció de ballarins que havien rebut nou anys de formació gratuïta, va ser "dolorosa". L'any 2005 dos ballarins més del Ballet Nacional de Cuba van desertar. Octavio Martin, un ballarí principal, i la seva dona, Yaima Franco, van marxar després d'una actuació en un festival a Villahermosa, Mèxic, el 30 d'octubre de 2005.
La figura més reconeguda del Ballet Nacional de Cuba que ha desertat en els últims anys és, sens dubte, Rolando Sarabia. Aclamat pel New York Times com el "Nijinsky cubà". Rolando va desertar el 2005, un any després que el seu germà Daniel Sarabia, també antic ballarí del Ballet Nacional de Cuba, entrés als Estats Units via Mèxic. Rolando, va ballar com a director amb el Houston Ballet i mentre que Daniel va ballar amb el Boston Ballet, sota la direcció de Mikko Nissinen, més tard els Sarabia ballaria juntament amb el Miami City Ballet com a director i solista, respectivament.

## Repertori
El repertori de la companyia és ampli i compta amb els millors ballets i coreografies del món. Entre els més agradats estan:
| - A la caiguda de la tarda - A les sombres d'un vals - Als confins de la terra - Accents - Antares - Apolo - Aires de traïció - Aubade - La avançada - La bayadere (grand pas) - La bella durmiente del bosque - Cant vital - Carmen - La casa de Bernarda Alba - El combat - La comedia é ... danzata - Concuerda - Coppélia - Le Corsaire (pas de deux) - El Chueco - Cuba dins d'un piano - Després del diluvi - La destrucció del dansaire - El dia de la creació - Diana i Acteó - Didenoi - Dido abandonada - Dionaea - Don Quixot - L'equació | - Edip Rei - Electra Garrigo - Elegia per a un jove - Entomo - Esmeralda (Pas de deux) - Gènesis - Giselle - Grand Pas de Deux Classique - Grand Pas de Quatre - Igneus - Impromptu Lecuona - Les intermitències del cor (Pas de deux) - Latitud zero - La Llegenda de l'aigua gran - Lucía Jérez - Luminous - El llac dels cignes - La màgia de la dansa - Majísimo - Mozart Divertimento - La mort d'un cigne - Mort de Narcís - La nina encantada - Napoli - La nit de l'eclipsi - Nua llum d'amor - Le papillón (Grand pas) - Per favor, no em limitis - Per una veu | - Peregrins - Petruixka - El poema del foc - Preciosa i l'aire - Punt de trobada - Pretextos - Rara avis - El Repte - El Riu i el Bosc - Rítmiques - Samsara - Serenata goyesca - Shakespeare i les seves màscares - Sentat - Les Sílfides - Simfonia de Gottschalk - Tablada - Tarda a la Siesta - Teseu i Minotaure - Terra i Lluna - Trencanous - Trons i llampecs - Umbral - Un concert en blanc i negre - Un viatge a la lluna - Una rosa, una rosa - La Ventafocs - Verbum - La Vivandiere (Gran Pas) |

## Coreògrafs
El repertori del Ballet Nacional de Cuba compta amb peces dels més grans coreògrafs clàssics, a més de coneguts artistes del segle XX tant cubans com estrangers.
| - Alicia Alonso - Eduardo Blanco - Peter Quanz - Cathy Marston - Alberto Méndez | - Alberto Alonso - Iván Tenorio - George Balanchine - Jerome Robbins - Pedro Consuegra - José Parés |